# Juan Viñas
Juan Viñas è un distretto della Costa Rica, capoluogo del cantone di Jiménez, nella provincia di Cartago.